# Матея Шуменкович
Матея Т. Шуменкович (на сръбски: Матеја Шуменковић или Mateja Šumenković) е македонски сърбоманин от XIX век, свещеник, активен деец на ранната Сръбска пропаганда в Македония.

## Биография
Матея Шуменкович е роден в 1864 година в село Боровец, Стружка нахия на Охридска каза на Османската империя. Племенник е на видния сръбски общественик Коста Шуменкович. Матея оглавява сръбската пропаганда в родния си край. Срещу него са извършени четири неуспешни атентата от страна на българи, дейци на ВМОРО. Основател е на първата сръбска чета след създаването на сръбския комитет в 1903 година. Четата действа в няколкото дримколски сърбомански села - Лабунища, Боровец, Ябланица и Подгорци. След централизирането на сръбската четническа организация, Шуменкович влиза в състава на дримколския комитет. След Младотурската революция в 1908 година е избран за депутат в скупщината на сърбите османлии.
В 1912 година в Балканската война отново създава четнически отряд в Дримкол, който заедно със сръбските войски влиза в Струга. След присъединяването на Вардарска Македония към Сърбия става свещеник. Умира в 1939 година.